# Molophilus (Promolophilus) albibasis
Molophilus (Promolophilus) albibasis is een tweevleugelige uit de familie steltmuggen (Limoniidae). De soort komt voor in het Palearctisch gebied.